# 劉亨安
刘亨安（？—1243年），蒙古帝国将领。其先祖范阳人，后迁居辽东川州（今辽宁阜新西）。
刘亨安与哥哥刘世英同降蒙古木华黎。1226年，奉命领其兄刘世英之众，接替刘世英、刘德仁父子袭职为绛州节度使、行元帅府事，兼观察使。1230年，跟随窝阔台攻打金朝，率兵渡黄河入关，攻克凤翔，屯渭阳、出阶城，经秦、陇，沿汉水抵邓州。参与钧州三峰山之战。在大败金军后，又攻打汴梁、洛阳，参与灭金之战。1234年，在龙门大败端平入洛的南宋军。1236年，跟随都元帅塔海征南宋四川，攻散关，破剑门，围成都，活捉宋将陈侍郎，屡立战功。1243年十二月去世。其子刘贞，嗣职。其孙三人：刘弘，刘强，刘弴。